# Bertrand Pujo
 (février 2015).
Si vous disposez d'ouvrages ou d'articles de référence ou si vous connaissez des sites web de qualité traitant du thème abordé ici, merci de compléter l'article en donnant les références utiles à sa vérifiabilité et en les liant à la section « Notes et références ».
Bertrand Bernard Léon Pujo, né le 21 août 1878 à Orignac dans les Hautes-Pyrénées et mort le 14 septembre 1964 à Paris, est un militaire français, ministre de l'Air brièvement en 1940 et président d'Air France.

## Biographie
Bertrand Pujo fait ses études secondaires au lycée de Tarbes. Reçu à l'École spéciale militaire de Saint-Cyr, il rejoint l'école le 26 octobre 1897.
Sorti avec le grade de sous-lieutenant en 1899, il choisit la Légion étrangère où il est affecté à la 21e compagnie du 2e RE. En août 1900, il embarque avec le 6/2e RE à destination de Haiphong. Son unité est affectée dans la région de Yen Bay au sein du régiment de marche du 2e RE. Il participe à la campagne de Chine avec la 14e compagnie. Promu lieutenant le 1er octobre 1901, il est rapatrié en fin de séjour, en octobre 1902. Après une année passée à Saïda à la 17e compagnie du 5e bataillon du 2e RE, il repart au Tonkin avec le 5/2e RE. Il séjourne à Yen Luong, puis à Viétri et enfin à Phu Doan. Il est ensuite affecté au 1er RE lors d'une réorganisation des formations de la Légion au Tonkin.
Rapatrié en Algérie en 1907, il rejoint Sidi bel Abbès. Admis à l'école supérieure de guerre, il en sort breveté. Il est promu au grade de capitaine le 24 septembre 1912. Il est ensuite affecté à l'état-major du 18e corps d'armée et passe son brevet d'observateur en avion. Le 1er janvier 1914, il est nommé chevalier de la Légion d'honneur.
À partir du mois de juillet 1914, il devient exclusivement aviateur et effectue de nombreuses missions d'observation du territoire occupé par l'ennemi. Il reçoit deux citations à l'ordre de l'armée. Promu chef de bataillon, le 1er octobre 1916, il est nommé adjoint au chef de l'aéro au grand quartier général. En 1919, il entre au cabinet du ministre de la Guerre au service du général Mordacq. Il est promu au grade de lieutenant-colonel et la croix d'officier de la Légion d'honneur lui est décernée le 16 juin 1920. Promu colonel en décembre 1921, il passe au 35e régiment d'aviation, qu'il reçoit en commandement le 8 avril 1922. Il y est breveté pilote le 24 juin suivant.
En septembre 1926, il est admis en première section des officiers généraux et reçoit la cravate de commandeur de la Légion d'honneur en 1928. Promu général de division, il entre au conseil supérieur de l'air en janvier 1930. En décembre 1935, grand officier de la Légion d'honneur, il est nommé chef d'état-major général de l'armée de l'air et vice-président du conseil supérieur de l'Air.
Il quitte le service actif le 14 octobre 1936 pour prendre la présidence d'Air France. Il est élevé à la dignité de grand-croix de la Légion d'honneur en 1938.
Élevé aux rang et appellation de  général d'armée aérienne le 2 septembre 1939, il est nommé ministre de l'Air par le maréchal Pétain, fonction qu'il occupe du 16 juin au 12 juillet 1940, dans le dernier cabinet de la Troisième République. Secrétaire d'État à l'Aviation du 12 juillet au 5 septembre 1940, il redevient ensuite président d'Air France et le demeure jusqu'en 1944. Accusé de trahison en novembre 1944, il bénéficie d'un non-lieu accordé par la Haute Cour de Justice, eu égard à ses activités dans la Résistance.